# Budapesti elővárosi vonatok
A budapesti elővárosi vonatok a főváros környéki vasútvonalakon a MÁV Személyszállítási Zrt. kizárólagos üzemeltetésében közlekednek. Működési elvében a fejlett európai nagyvárosok Light rail és S-Bahn hálózataihoz hasonló.

## Története
2013-ban a német és osztrák elővárosi vasutak mintájára újjászervezett és azóta is folyamatosan bővülő főváros környéki elővárosi vasúti hálózat óriási forgalmat bonyolít le és nem csak a főváros, hanem a vonalak mentén található más nagyvárosok, mint például Székesfehérvár és Győr felé ingázók is rendkívül nagy számban veszik igénybe ezt a szolgáltatást. A 2013 augusztusában a Székesfehérvárról induló és az addig a Déli helyett kísérleti jelleggel Kelenföldön keresztül Kőbánya-Kispestre érkező első próbajárat óta a hálózat jelentősen bővült és kivétel nélkül összehangolt ütemes menetrendet kapott.

## Fejlesztések
A 2020-ban megalakult Budapest Fejlesztési Központ egyik nagyszabású projektjének eltökélt célja hosszú távon az agglomerációs településekről a fővárosba jelenleg autóval bejárók átcsábítása az egységes koncepció alapján korszerűsített vasúti hálózatra a fővárosi közutak túlterheltségének csökkentése érdekében. A Budapesti Agglomerációs Vasúti Stratégia megvalósításának első lépése Összekötő vasúti híd rekonstrukciója és bővítése.

## Vonalak
Jelenleg 36, egységes koncepció mentén elnevezett viszonylaton üzemel. A szerelvények Budapest agglomerációjában 14 vonalon közlekednek, ebből három vonal a budapesti helyiérdekű vasút része, de tervek vannak a HÉV-vonalak elővárosi vasúttá alakítására, mely a csepeli HÉV-et is érintené.

### Számozási rendszer
A HÉV-vonalak jelzése egy H betűből, illetve egy számból áll. Az 5-ös Szentendre, a 6-os Ráckeve, a 8-as Gödöllő, a 9-es pedig Csömör felé közlekedik. A 7-es HÉV nem lépi át Budapest közigazgatási határát. A számozást 2011-ben vezette be a BKV, az akkor már épülő M4-es metróvonal számozásától folytatólagosan.
2013. december 15-étől kísérleti jelleggel viszonylatszámokat kaptak a Déli pályaudvarról induló elővárosi vonatok, 2014. december 14-étől pedig az összes elővárosi vonat viszonylatszámot kapott a könnyebb tájékozódás miatt. A mindenhol megálló vonatok S (személyvonat), a kevesebb megállóhelyen megálló személyvonatok a G (gyorsított személy), a csak egy bizonyos zónában megálló vonatok pedig a Z (zónázó) betűt kapták. Az új viszonylatszámoknál minden vonat kétjegyű számot kap, így az egyjegyű fővonal száma egy 0-val egészül ki (például S1 helyett S10). A kétjegyű fővonal száma változatlan maradt és bekerült a megállási rendet jelző betű mögé (például: S70, S71, S80). A háromjegyű vonalszámoknál a kettővel osztott értékeket használják (például: S100 helyett S50, vagy S120 helyett S60). Három esetben az utolsó két számjegy értékének a fele lett a viszonylatszám (S140 helyett S20, S142 helyett S21 és S150 helyett S25). A számozások kialakítása alatt az esztergomi vonalon éppen pályarekonstrukciós munkálatok zajlottak, így csak ezek befejezése után kaptak számot a vonalon közlekedő vonatok. Az eredeti tervek szerint a 20-as jelzést kapta volna az 1-es vonali S10-es mintájára, de az végül a Szeged felé közlekedő napi egy személyvonat száma lett, így a 72-est kapta, amiben a 7-es a Rákosrendezőig azonos útvonalon közlekedő váci/szobi és vácrátóti járatokra utal, a 2-es pedig a vonal számára. A kiegészítő vonatok első számjegye a fővonalra utal (például: S34, S35, S36, G43, S51). Az elővárosi vonatok folytatásai háromjegyű számot kapnak, amely visszautal az elővárosi vonat számozására. Például a Lajosmizséig közlekedő S21-es vonat folytatása, a Lajosmizse és Kecskemét között közlekedő vonat az S210-es jelzést kapta. Kivétel a Tatabányát Oroszlánnyal összekötő S12-es vonat, mely az S10-es mellékága, és szintén kétjegyű. Érdekes a G43-as viszonylat, amely részben a Budapest–Pusztaszabolcs, részben pedig a Budapest–Murakeresztúr-vasútvonalon közlekedik, az Érd felső utáni elágazásnál az érdi összekötő vágányon megy át a 30a-ra, erre utal a viszonylatjelölésben a 43-as szám.

### Járatok
A HÉV-vonalak esetén megadott követési idők a Budapest közigazgatási határát átlépő vonatokra érvényesek. A városhatárig további szerelvények közlekednek, lényegesen gyakoribb követéssel.
| Vonal      | Vonal    | Útvonal | Hossz (km) | Állomások | Üzemidő                  | Követési idő/járatszám | Követési idő/járatszám | Követési idő/járatszám |
| Vonal      | Vonal    | Útvonal | Hossz (km) | Állomások | Üzemidő                  | csúcsidőben            | csúcsidőn kívül        | hétvégén               |
| ---------- | -------- | --- | ---------- | --------- | ------------------------ | ---------------------- | ---------------------- | ---------------------- |
| 1 - 12     | S10      | Budapest-Déli – Kelenföld – Biatorbágy – Bicske – Tatabánya – Komárom – Győr                                         | 131        | 24        | egész héten              | 60 perc                | 60 perc                | 60 perc                |
| 1 - 12     | S12      | Budapest-Déli – Kelenföld – Biatorbágy – Bicske – Tatabánya – Oroszlány                                              | 79         | 16        | egész héten              | 60 perc                | 60 perc                | 60 perc                |
| 1 - 12     | G10      | (Budapest-Keleti –) Kelenföld – Bicske (– Tatabánya – Komárom – Győr)                                                | 140        | 14        | egész héten              | napi 5 pár             | napi 2 pár             | napi 2 pár             |
| 100a - 140 | S20      | Budapest-Nyugati – Kőbánya-Kispest – Ferihegy – Monor – Cegléd – Kecskemét – Szeged                                  | 191        | 30        | egész héten              | napi 1 pár             | napi 1 pár             | napi 1 pár             |
| 142        | S21      | Budapest-Nyugati – Kőbánya-Kispest – Ócsa – Dabas – Lajosmizse (– Kecskemét)                                         | 73         | 19        | egész héten              | 60 perc                | 60 perc                | 60 perc                |
| 30a        | S30      | Budapest-Déli – Kelenföld – Érd alsó – Martonvásár – Gárdony – Székesfehérvár (– Fonyód)                             | 67         | 18        | egész héten              | napi 4 pár             | napi 4 pár             | napi 4 pár             |
| 30a        | G30      | Budapest-Déli – Kelenföld – Érd alsó – Velence – Gárdony – Székesfehérvár                                            | 76         | 7         | időszakos                | –                      | –                      | napi 2 pár             |
| 30a        | Z30      | Budapest-Déli – Kelenföld – Érd alsó – Martonvásár (– Gárdony – Székesfehérvár)                                      | 67         | 14        | egész héten              | 30 perc                | 30 perc                | 60 perc                |
| 30a        | S34      | Budapest-Déli – Kelenföld – Érd alsó – Gárdony – Székesfehérvár – Siófok – Fonyód – Keszthely                        | 190        | 51        | időszakos                | napi 2 pár             | napi 2 pár             | napi 2 pár             |
| 30a        | S35      | Budapest-Déli – Kelenföld – Érd alsó – Gárdony – Székesfehérvár – Siófok – Fonyód – Balatonszentgyörgy – Nagykanizsa | 221        | 55        | időszakos                | napi 1 pár             | napi 1 pár             | napi 1 pár             |
| 30a        | S36      | Kőbánya-Kispest – Kelenföld – Érd alsó – Tárnok – Martonvásár (– Kápolnásnyék)                                       | 71         | 14        | egész héten              | 60 perc                | 60 perc                | 60 perc                |
| 40a        | S40      | Budapest-Déli – Kelenföld – Érd felső – Százhalombatta (– Pusztaszabolcs – Dombóvár)                                 | 53         | 15        | egész héten              | 30 perc                | 30 perc                | 120 perc               |
| 40a        | G40      | Dombóvár → Sárbogárd → Pusztaszabolcs → Érd felső → Kelenföld → Budapest-Déli                                        | 53         | 15        | munkanapokon             | napi 2                 | napi 2                 | -                      |
| 40a        | Z40      | Budapest-Déli → Kelenföld → Érd felső → Pusztaszabolcs → Sárbogárd → Dombóvár                                        | 53         | 25        | munkanapokon és vasárnap | napi 1                 | napi 1                 | napi 1                 |
| 40a        | S42      | Budapest-Déli – Kelenföld – Érd felső – Százhalombatta – Pusztaszabolcs – Dunaújváros                                | 80         | 15        | egész héten              | 120 perc               | 120 perc               | 120 perc               |
| 40a        | Z42      | Budapest-Déli – Kelenföld – Érd felső – Százhalombatta – Pusztaszabolcs – Dunaújváros                                | 80         | 7/11      | munkanapokon             | napi 5 pár             | napi 5 pár             | -                      |
| 30a - 40a  | G43      | Kőbánya-Kispest – Kelenföld – Érd felső – Martonvásár – Gárdony – Székesfehérvár                                     | 94         | 15        | egész héten              | 60 perc                | 60 perc                | 60 perc                |
| 30a - 40a  | G44      | Tárnok → Érd felső → Kelenföld → Budapest-Déli                                                                       | 24         | 7         | egész héten              | napi 1 pár             | napi 1 pár             | napi 1                 |
| 100a       | S50      | Budapest-Nyugati – Kőbánya-Kispest – Ferihegy – Monor (– Cegléd – Szolnok)                                           | 100        | 21        | egész héten              | 30 perc                | 30 perc                | 30 perc                |
| 100a       | G50      | Szolnok → Cegléd → Monor → Kőbánya-Kispest → Budapest-Nyugati                                                        | 100        | 9         | munkanapokon             | napi 2                 | napi 2                 | –                      |
| 100a       | Z50      | Budapest-Nyugati – Kőbánya-Kispest – Ferihegy – Monor – Cegléd (– Szolnok)                                           | 100        | 15        | egész héten              | 60 perc                | 60 perc                | 60 perc                |
| 120a       | S60      | Budapest-Keleti – Rákos – Sülysáp (– Újszász – Szolnok)                                                              | 100        | 24        | egész héten              | 30 perc                | 30 perc                | 30 perc                |
| 120a       | G60      | Budapest-Keleti – Rákos – Sülysáp – Nagykáta – Szolnok                                                               | 100        | 17        | munkanapokon             | 30 perc                | 60 perc                | napi 4 pár             |
| 120a       | Z60      | Budapest-Keleti – Rákos – Sülysáp – Újszász – Szolnok                                                                | 100        | 15        | egész héten              | 60 perc                | 60 perc                | 60 perc                |
| 70         | S70      | Budapest-Nyugati – Dunakeszi – Felsőgöd – Vác (– Szob)                                                               | 64         | 20        | egész héten              | 30 perc                | 30 perc                | 30 perc                |
| 70         | G70      | Budapest-Nyugati – Dunakeszi – Felsőgöd – Vác – Szob                                                                 | 64         | 14        | munkanapokon             | 60 perc                | –                      | napi 2 pár             |
| 70         | Z70      | Budapest-Nyugati – Vác – Szob                                                                                        | 64         | 10        | egész héten              | 60 perc                | 60 perc                | 60 perc                |
| 71         | S71      | Budapest-Nyugati – Veresegyház – Vácrátót – Vác                                                                      | 49         | 22        | egész héten              | 60 perc                | 60 perc                | 60 perc                |
| 71         | G71      | Budapest-Nyugati – Veresegyház – Vácrátót – Vác                                                                      | 49         | 16        | munkanapokon             | 60 perc                | –                      | –                      |
| 2          | S72      | Budapest-Nyugati – Solymár – Pilisvörösvár – Dorog – Esztergom                                                       | 53         | 24        | egész héten              | napi 5 pár             | napi 5 pár             | napi 6 pár             |
| 2          | Z72      | Budapest-Nyugati – Solymár – Pilisvörösvár – Dorog – Esztergom                                                       | 53         | 14/15     | egész héten              | 30 perc                | 30 perc                | 30 perc                |
| 2          | S76      | Rákos – Újpalota – Újpest – Óbuda – Pilisvörösvár                                                                    | 24         | 11        | egész héten              | 30 perc                | 30 perc                | 60 perc                |
| 80a        | S80      | Budapest-Keleti – Rákos – Gödöllő (– Aszód – Hatvan – Füzesabony)                                                    | 67         | 17        | egész héten              | 30 perc                | 30 perc                | 30 perc                |
| 80a        | G80      | Isaszeg → Budapest-Keleti                                                                                            | 30         | 6         | munkanapokon             | napi 3                 | napi 3                 | –                      |
| Összesen   | Összesen | Összesen | 3174 km    | 333 db    |                          |                        |                        |                        |

( ) = ezen a szakaszon nem jár minden vonat
→ = a nyíllal jelölt állomásnevek arra utalnak, hogy azon a viszonylaton a járatok csak egy irányba közlekednek

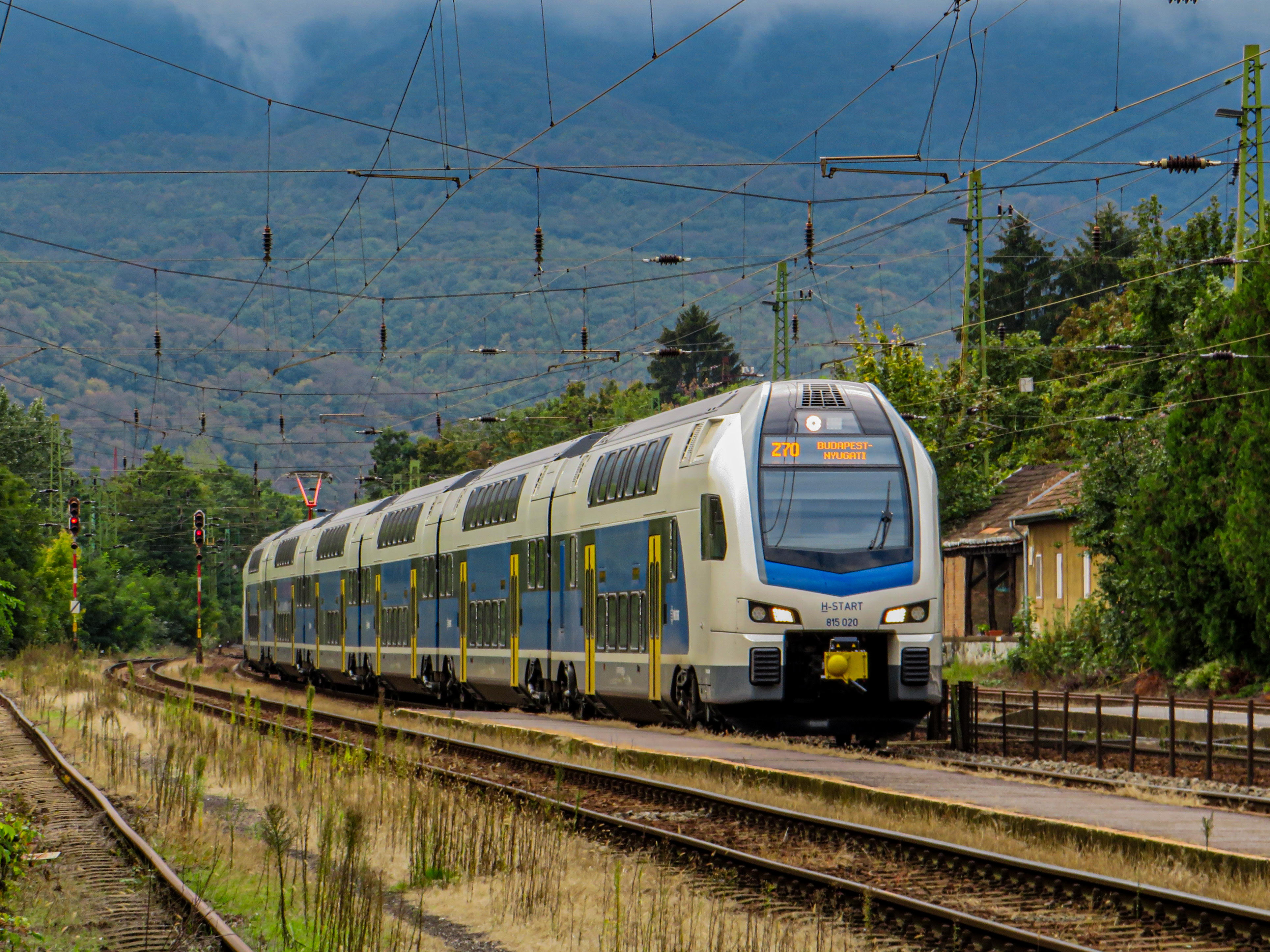
Z70 zónázó vonat érkezik Nagymaros állomásra
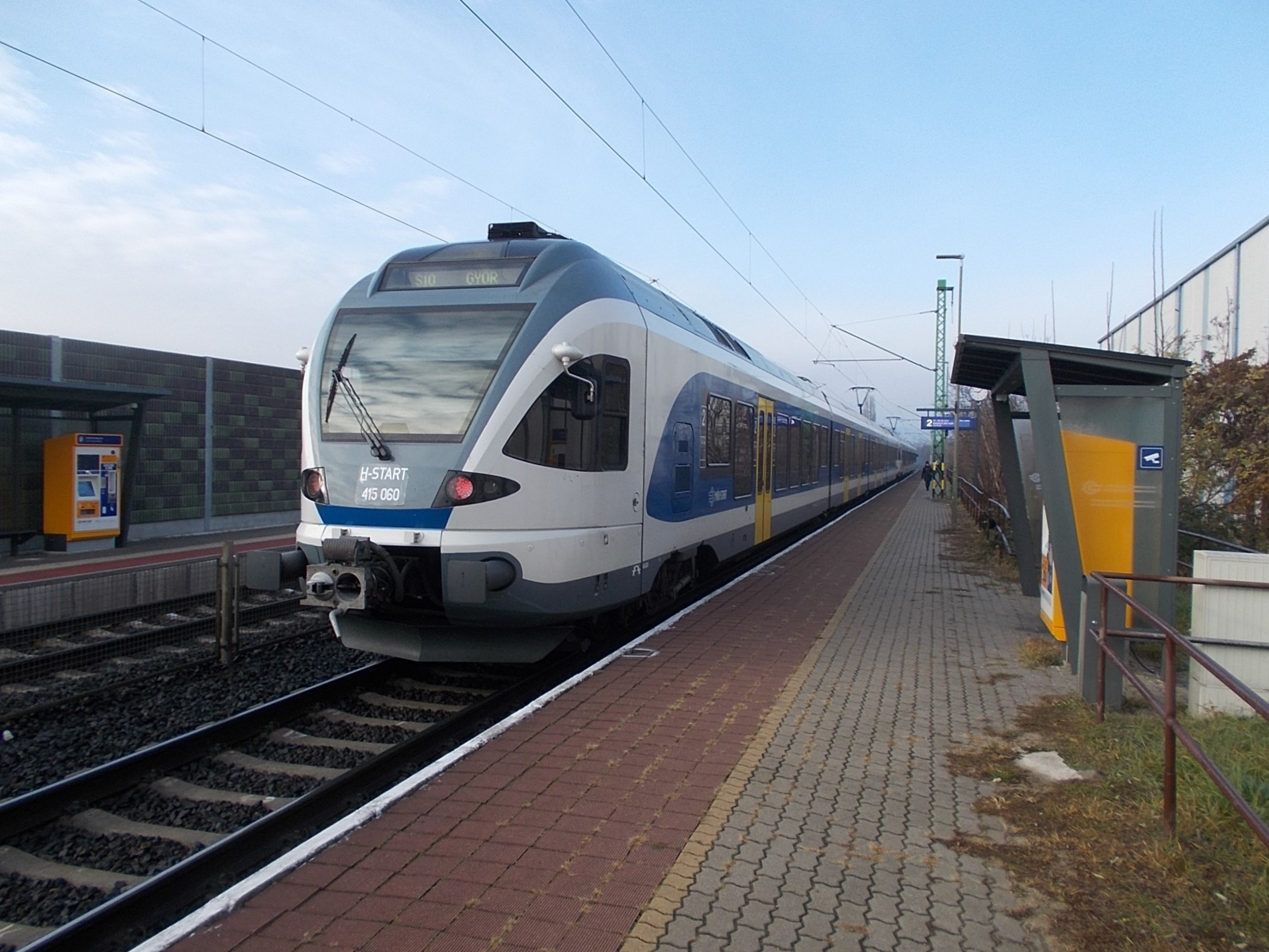
415 060 H-Start, S10, Bahnhof, 2024 Törökbálint

## Lásd még
- Budapest vasútállomásai
- Körvasút
- Budapesti helyiérdekű vasút
- Budapesti fogaskerekű vasút
- Budapesti iparvágányok listája